# Naples Manor
Naples Manor è un census-designated place degli Stati Uniti d'America, situato nella parte occidentale della Contea di Collier dello Stato della Florida.
Secondo le statistiche del 2010, la città ha una popolazione di 5.186 abitanti su una superficie di 1,80 km².